# Persephonaster pulcher
Persephonaster pulcher är en sjöstjärneart som beskrevs av Perrier 1881. Persephonaster pulcher ingår i släktet Persephonaster och familjen kamsjöstjärnor. Inga underarter finns listade i Catalogue of Life.